# Emilio Mendogni
Emilio Mendogni (San Lazzaro Parmense, 13 de mayo de 1932 - Desio, 10 de febrero de 2008) fue un piloto de motociclismo italiano, que compitió en el Campeonato del Mundo de Motociclismo desde 1951 hasta 1960.

## Biografía
Comienza a correr con tan solo 16 años y con una DKW 98 cm³, en el circuito de Parma. De inmediato demuestra ser un buen piloto, pero después de algunas carreras se le advierte que no corra (debido a los límites de edad) hasta los dieciocho años. En 1950 hace su debut oficial en competición, en Milán-Taranto con un Moto Morini 125 de 2 tiempos, con el que es noveno en su categoría. Comienza a hacerse un hueco al ganar el circuito de Finale Emilia a fin de año, y atrayendo el interés de Morini, quien lo contrata al comienzo de la temporada 1951.
Su debut como piloto oficial es en el Campeonato de Italia de 125cc, en el Aerautodromo di Modena, el 25 de abril. A pesar de su falta de experiencia (debe obtener una dispensa especial de la Federación Italiana de Motociclismo), logrará ganar (a pesar de un accidente), batiendo a pilotos como Carlo Ubbiali, Raffaele Alberti, Luigi Zinzani, Franco Bertoni y Guido Leoni. En la siguiente carrera, el circuito de Ferrara (6 de mayo) se ve involucrado en el accidente que costó la vida a Alberti y Leoni, y se ve obligado a retirarse. Alfonso Morini, el patrón de la empresa boloñesa, cree en Mendogni, y lo hace debutar en el Mundial, en el GP de los Países Bajos, en el que ocupa el sexto lugar en la carrera de 125cc y teniendo problemas técnicos. El piloto de Parma también tiene mala suerte en el Gran Premio de las Naciones, en el que otro fracaso lo relega al décimo lugar.
El 1952 no empezó muy bien, debido a la falta de competitividad de la Morini 125 en el Campeonato de Italia. A mitad de temporada, sin embargo, la situación mejoró considerablemente: en el GP de los Países Bajos la victoria se desvaneció solo por un fallo de motor. La mala suerte recompensará a Mendogni al final de la temporada, dándole la victoria en el Gran Premio de las Naciones y en el Gran Premio de España. Al final de la temporada, el parmesano acabaría tercero en el Campeonato del Mundo.
Después de rechazar las ofertas de MV Agusta y Moto Guzzi, Mendogni abrió la temporada 1953 al ganar la carrera inaugural del Autodromo di Imola, para luego perder el GP de Naciones en el sprint; compensará el Campeonato de Italia de 125 cm³. En la temporada 1954, sin embargo, el Morini 125 no fue en absoluto competitivo. El fabricante boloñés decidió, por tanto, abandonar la categoría, pasando a la 175 (categoría del Campeonato de Italia creado en esa temporada) con un aumento de 125: el piloto de Parma ganará el título nacional.
En las temporadas 1955 y 1956 la actividad de Mendogni y Morini se limita al Campeonato de Italia y las carreras de Gran Fondo como el Milano-Taranto y el Motogiro, ganado por el piloto de Parma en 1955 con el nuevo "Rebello 175". El regreso a las carreras internacionales es el Gran Premio de las Naciones de Motociclismo de 1957 con una nueva 250 de dos cilindros. La moto demuestra ser competitiva, pero aún no lo suficientemente confiable. Mendogni tiene que retirarse mientras transita cuarto.
Después de pasar el invierno de 1957-58 actualizando y mejorando la 250, reapareció en la nueva temporada siendo tercero en la Copa de Oro Shell en Imola y sorprendentemente primero en el Gran Premio de las Naciones, por delante de su compañero de equipo Zubani y Ubbiali. La victoria de Monza estimuló el regreso de Morini al Campeonato del Mundo. Si las primeras carreras de la nueva temporada fueron positivas (victoria en Módena y la Shell Gold Cup), las relaciones entre el piloto de Parma y Morini se volvieron cada vez más tensas, hasta el divorcio al final de 1959.
Para 1960 Mendogni llegó a un acuerdo con MV Agusta. El debut, en el circuito Cesenatico, fue positivo (tercero en 500 detrás de Surtees y Venturi) así como tercero en el GP Alemania y el GP los Países Bajos] y segundo en Monza). Al final de la temporada, sin embargo, MV Agusta decidió retirarse de 125 y 250, y limitar su actividad a 350 y 500. La decisión tomó por sorpresa a Mendogni, que decidió retirarse. En 1964, sin embargo, después de unos años de inactividad, volvió a las carreras, con las MV 250 y 500 y logró ganar en Cervia. La de Romagna será su última carrera, que se retirará definitivamente de las competiciones.
Después de su retirada, fue contratado por Autobianchi como mecánico, para luego convertirse en su piloto de pruebas y gerente técnico. Posteriormente será contratado por Iso Rivolta, donde permanecerá hasta el cierre de la fábrica de Bresso. Después de jubilarse se convirtió en una presencia frecuente en los eventos dedicados a las motos de época, hasta su muerte, que se produjo como consecuencia de una enfermedad repentina.

## Resultados en el Campeonato del Mundo de Motociclismo
Sistema de puntuación desde 1950 hasta 1968:
| Posición | 1.º | 2.º | 3.º | 4.º | 5.º | 6.º |
| Puntos   | 8   | 6   | 4   | 3   | 2   | 1   |

(Carreras en  cursiva indica Vuelta rápida)
| Año  | Clase | Equipo | 1     | 2     | 3       | 4       | 5     | 6       | 7     | 8      | 9       | Pts. | Pos. |
| ---- | ----- | ------ | ----- | ----- | ------- | ------- | ----- | ------- | ----- | ------ | ------- | ---- | ---- |
| 1951 | 125cc | Morini |       | SUI - | IOM -   | NED 6   |       |         | ULS - | NAT 10 |         | 1    | 15.º |
| 1952 | 125cc | Morini |       | IOM - | NED Ret | GER Ret | ULS - | NAT 1   | ESP 1 |        |         | 16   | 3.º  |
| 1953 | 125cc | Morini | IOM - | NED - |         | GER -   |       | ULS -   |       | NAT 2  | ESP Ret | 6    | 7.º  |
| 1957 | 250cc | Morini | GER - | IOM - | NED -   | BEL -   | ULS - | NAT Ret |       |        |         | 0    | -    |
| 1958 | 250cc | Morini | IOM - | NED - | BEL -   | RFA -   | SWE - | ULS -   | NAT 1 |        |         | 8    | 6.º  |
| 1959 | 250cc | Morini |       | IOM - | RFA 2   | NED Ret | SWE - |         | ULS - | NAT 3  |         | 10   | 6.º  |
| 1960 | 500cc | Norton | FRA - | IOM - | NED 3   | BEL 6   | GER 3 | ULS -   | NAT 2 |        |         | 15   | 5.º  |